# 袁礼敦
袁 礼敦（えん れいとん）は、中華民国の実業家・政治家。主に上海で様々な事業に取り組んだ人物で、後年、汪兆銘政権（南京国民政府）に参加した。またキリスト教徒としての活動も著名である。旧名は賢安、後に礼敦と改名。中華圏では字の履登でも知られる。

## 事跡

### 民国初期の活動
1893年（光緒19年）、寧波のメソジスト系学校である華英斐迪書院に入学する。1896年（光緒22年）、私立上海聖ヨハネ書院に進学した。1904年（光緒30年）に卒業し、寧波に戻って華英斐迪学堂副校長兼英語教員などをつとめている。翌年、メソジスト系教会である開明講堂の牧師を兼任し、後に寧波府外交顧問もつとめた。
1911年（宣統3年）、辛亥革命が勃発すると革命派に加わり、寧波軍政府外交部次長兼交通部次長をつとめた。翌1912年（民国元年）春に辞職し、友人と『方聞報』という新聞を刊行し、総経理となる。その後、地方政府や企業で経営に携わったり、通訳をつとめたりした。1917年（民国6年）に2度日本に渡り、商工業の視察を行っている。
1920年（民国9年）、上海寧紹輪船公司総経理となり、さらに上海国民銀行董事（理事）なども兼ねた。1925年（民国14年）、上海各界馬路商界総聯合会会長となり、さらに商業界を代表して上海工商学聯合会に加入した。後には上海公共租界（上海共同租界）華人納税会副理事長、工部局華顧問・華董事等の役職をつとめるなど、上海共同租界で要職を歴任している。

### 汪兆銘政権での活動
日中戦争（抗日戦争）勃発後の1937年（民国26年）10月、上海難民救済協会秘書長をつとめる。翌月、上海が陥落すると、租界に引きこもった。1940年（民国29年）、汪兆銘政権（南京国民政府）において、上海市商会主任委員に任ぜられた。翌年12月に日本軍が租界に入り、工部局が改組されると副総董に任ぜられ、引き続き公共租界の運営や公共事業に関わっている。また、上海基督教青年会の活動にも従事した。
1942年（民国31年）6月、上海特別市商会の成立とともに、理事長に任ぜられ、さらに大華銀行総経理も兼任した。翌1943年（民国32年）3月、全国商業統制総会理事、財政部中央儲蓄会監理委員会理事となり、9月、米糧統制委員会籌備委員会主任委員となる。また、汪兆銘政権が推進した新国民運動促進委員会でも委員をつとめ、全国物資統制審議委員会委員にもなっている。1944年（民国33年）6月、全国経済統制総会理事、米糧統制委員会主任委員に任ぜられた。

### 不遇の晩年
汪兆銘政権崩壊後、袁礼敦は蔣介石の国民政府に漢奸として逮捕され、懲役7年の刑を言い渡された。1948年（民国37年）3月、特赦され、香港へ一時移住している。1951年、上海へ戻り、1953年8月、上海市人民法院において再び漢奸の罪を問われ、懲役10年が言い渡された。しかし同時に、袁の老齢・病体を考慮するとして、その執行は免除された。1954年12月24日、上海市にて76歳で病没。

## 注
1. ↑  中国社会科学院近代史研究所『民国人物伝 第6巻』と徐主編（2007）、1114頁は「袁履登」の表記を用いている。
2. 1 2 3 4 5 6  徐主編（2007）、1114頁。
3. 1 2 3  東亜問題調査会編（1941）、6頁。